# Irrende Seelen
Irrende Seelen è un film muto del 1921 diretto da Carl Froelich. La sceneggiatura, firmata dallo stesso regista e da Walter Supper, si basa sul romanzo L'idiota di Fëdor Dostoevskij, pubblicato nel 1869. Interpreti principali del film sono Walter Janssen nel ruolo del principe Myskin, Asta Nielsen in quello di Nastas'ja Filippovna e Ernst Rotmund in quello di Gavrila Ardalionovic.

## Produzione
Il film fu prodotto dalla Russo-Film GmbH (Berlin) / Decla-Bioscop AG (Berlin).

## Distribuzione
Fu presentato in prima alla Marmorhaus di Berlino il 10 marzo 1921.
In Finlandia, uscì nelle sale il 28 novembre 1921, mentre in Danimarca il film fu vietato.
Non si conoscono copie ancora esistenti della pellicola che si ritiene perduta.